# ポラック (原子力潜水艦)
|           |                                    |
| 艦歴      |                                    |
| 発注:     | 1959年3月3日                       |
| 起工:     | 1960年3月14日                      |
| 進水:     | 1962年3月17日                      |
| 就役:     | 1964年5月26日                      |
| 退役:     | 1989年3月1日                       |
| 除籍:     | 1989年3月1日                       |
| その後:   | 原子力艦再利用プログラム           |
| 性能諸元  |                                    |
| 排水量:   | 3,750トン                          |
| 全長:     | 278 ft 5 in                        |
| 全幅:     | 31 ft 7 in                         |
| 吃水:     | 25 ft 2 in                         |
| 機関:     | S5W reactor                        |
| 最大速:   | 20+ ノット                         |
| 乗員:     | 士官、兵員107名                    |
| 兵装:     | 21インチ魚雷発射管4基、 サブロック |
| モットー: |                                    |

ポラック (USS Pollack, SSN-603) は、アメリカ海軍の原子力潜水艦。パーミット級原子力潜水艦の5番艦。艦名はタラの一種であるポラックに因む。その名を持つ艦としてはポーパス級潜水艦9番艦(SS-180)以来2隻目。

## 艦歴
ポラックの建造は1959年3月3日にニュージャージー州カムデンのニューヨーク造船所に発注される。1960年3月14日に起工し、1962年3月17日にジョン・パストアー夫人によって命名、進水し、1964年5月26日に艦長ハーヴェイ・E・ライアン中佐の指揮下就役した。
ポラックは大西洋艦隊に合流し、サウスカロライナ州チャールストンとして第4潜水戦隊に所属した。カリブ海での整調後、6ヶ月におよぶ対潜水艦戦闘の評価を行う。
1965年は大半を新たな対潜水艦戦闘の戦術評価に従事し、駆逐艦による対潜作戦の評価および対水上艦作戦訓練に参加した。ポラックは同年海軍殊勲部隊章を受章した。
1966年にポラックは統合対潜水艦戦闘作戦で評価された。1967年の大半は海上での様々な兵器試験に費やし、1968年3月1日に母港はバージニア州ノーフォークに変更され、第10潜水戦隊に配属された。同戦隊は海軍初の全艦が攻撃型原子力潜水艦から構成された艦隊であった。ポラックは1970年まで大西洋艦隊で活動した。
ポラックは1989年3月1日に退役し、同日除籍された。その後ワシントン州ブレマートンで原子力艦再利用プログラムの下1993年2月9日に解体が始まり、1995年2月17日に作業は完了した。